# Giuliana Zevallos
Giuliana Zevallos Roncagliolo (Lima, 1989) è una modella peruviana, incoronata Miss Continente Americano 2010 il 18 settembre 2010, diventando la prima rappresentante del Perù ad ottenere tale titolo.
Prima di vincere Miss Continente Americano, la Zevallos era stata Miss Terra Perù 2008 e Miss Perù 2010, ed aveva rappresentato il proprio paese a Miss Mondo 2008 ed a Miss Universo 2010.
Nel 2012 Giuliana Zevallos ha rappresentato il Perù anche a Miss Mondo 2012.
L'11 novembre 2016 è stata incoronata Mrs World 2016 Signora Mondo 2016 Evento mondiale realizzato nella città di Incheon, Corea del Sud Giuliana è la seconda rappresentante peruviana che vince questo certamen di bellezza. Prima di lei nel 1989 Lucila Boggiano de Zoeger.